# Río Sucio (Costa Rica)
El río Sucio es un río de Costa Rica, perteneciente a la sub-vertiente norte de la vertiente del mar Caribe. Es uno de los principales afluentes del río Sarapiquí. Debe su nombre a que arrastra gran cantidad de sedimento y material de origen volcánico, lo que da a sus aguas un color cafezusco.

## Curso

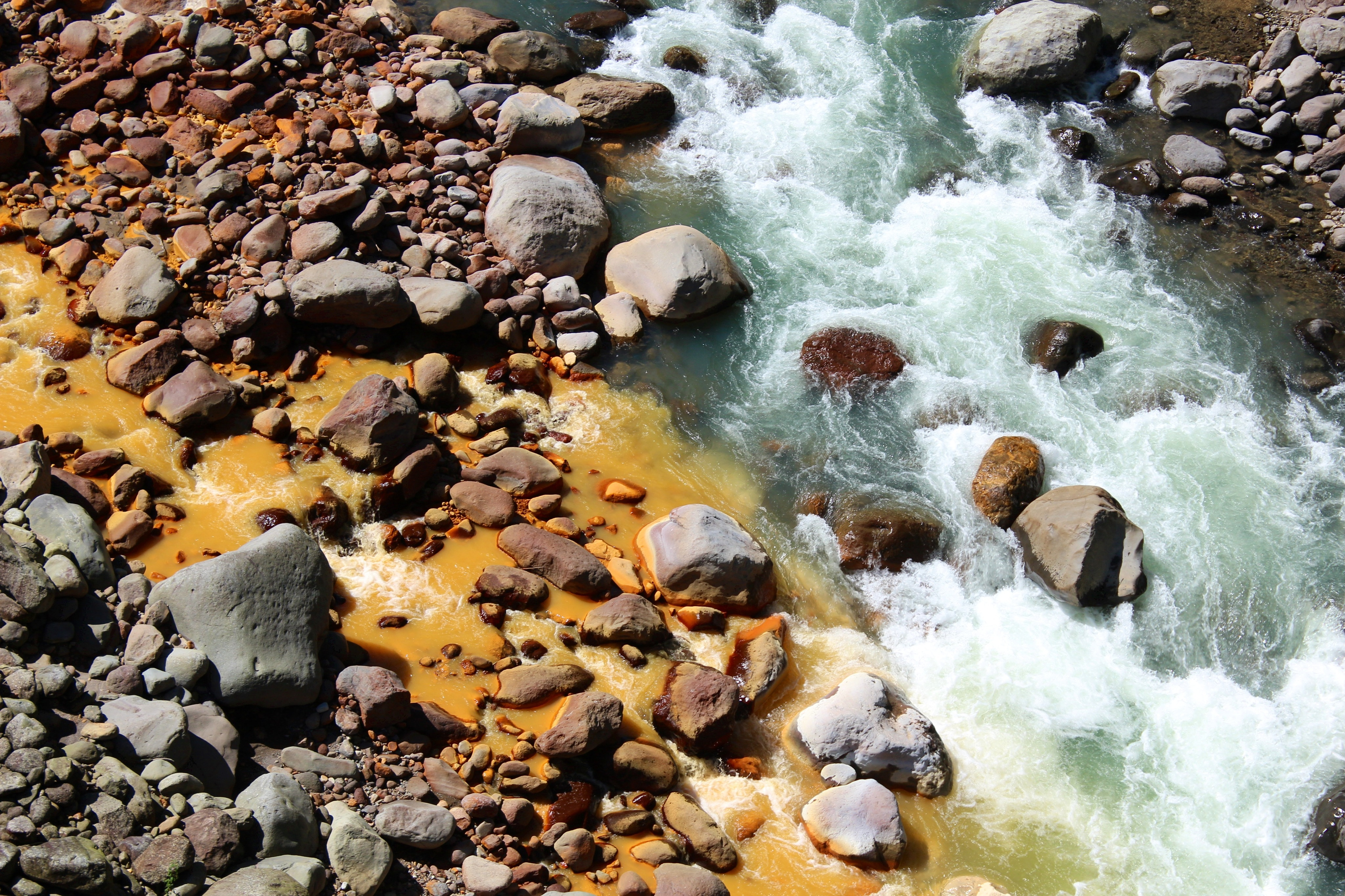
La confluencia del río Sucio con el río Hondura genera un interesante contraste.

Es un río largo y caudaloso que nace a medio kilómetro de la cima del volcán Irazú, en la cordillera Volcánica Central. Discurre desde su origen formando un arco en dirección suroeste-nornoreste por las llanuras de Santa Clara en la provincia de Limón, formando varios brazos cuyas aguas se juntan con las de otros ríos, además de amplios meandros y playones.
A la altura del poblado de Boca Río Sucio, confluye con el río Sarapiquí, que vierte sus aguas en el río San Juan, que a su vez desemboca en el mar Caribe. Uno de sus brazos confluye con las aguas del río Patria para dar lugar al río Chirripó Norte, afluente del río Colorado, un brazo del río San Juan. Entre sus principales afluentes se encuentran los ríos Costa Rica, La Hondura y Toro Amarillo.

## Ecología
A lo largo de su curso se ubican numerosas fincas bananeras y secciones de selva tropical de gran biodiversidad, con abundante pesca. Parte de su cuenca está protegida por el Parque Nacional Braulio Carrillo y el Refugio Nacional de Vida Silvestre Mixto Maquenque, este último considerado núcleo del Corredor Biológico San Juan–La Selva, el cual facilita la conexión de los ecosistemas entre Costa Rica y Nicaragua.

## Economía
Es atravesado a la altura del sector de Quebrada González por la línea del ferrocarril al Atlántico y por la ruta 32 que conecta San José con Limón. Cerca de su confluencia con el río Sarapiquí se encuentra la localidad de Puerto Viejo de Sarapiquí, de importancia turística para la región, por la presencia de rápidos en ambos ríos, que los hacen aptos para la práctica del balsismo. Es límite natural entre los cantones de Pococí y Heredia, a través de los distritos respectivos de Guápiles de Vara Blanca, y entre las provincias de Limón y San José a través del cantón de Vázquez de Coronado; a la misma vez, para el Cantón de Oreamuno de la Provincia de Cartago, para con el cantón de Vázquez de Coronado de San José y para con el cantón de Pococí de la provincia de Limón.
- Datos: Q3458798
- Multimedia: Rio Sucio (Costa Rica) / Q3458798